# ホワイトスネイク
ホワイトスネイク（英語: Whitesnake）は、イングランドで結成されたハードロック・バンド。
元ディープ・パープルのヴォーカリストであるデイヴィッド・カヴァデールが主宰するグループ。かつては、元ディープ・パープルのジョン・ロード、イアン・ペイスがラインナップに名を連ねていた他、多くのトップ・プレイヤーが出入りし、1980年代後半以降にアメリカ合衆国を活動拠点としてからは数百万枚のアルバム・セールスを記録するなど世界的な成功を収めた。

## 来歴

### 成り立ち
ディープ・パープル解散後の1976年、デイヴィッド・カヴァデールはソロとしてのキャリアを開始した。このとき作曲と演奏の両面で共同制作者としてサポートしたのがギタリスト・ソングライターのミッキー・ムーディである。グループ名ともなる「Whitesnake」という共作が収められた最初のソロ・アルバム『ホワイトスネイク』(1977年)、そして2作目の『ノースウィンド』(1978年)をロジャー・グローヴァーの下で制作し、カヴァデール、ムーディを中心としたグループ「ホワイトスネイク」が形成されていく。

### 初期と商業的成功（1978年 - 1982年）

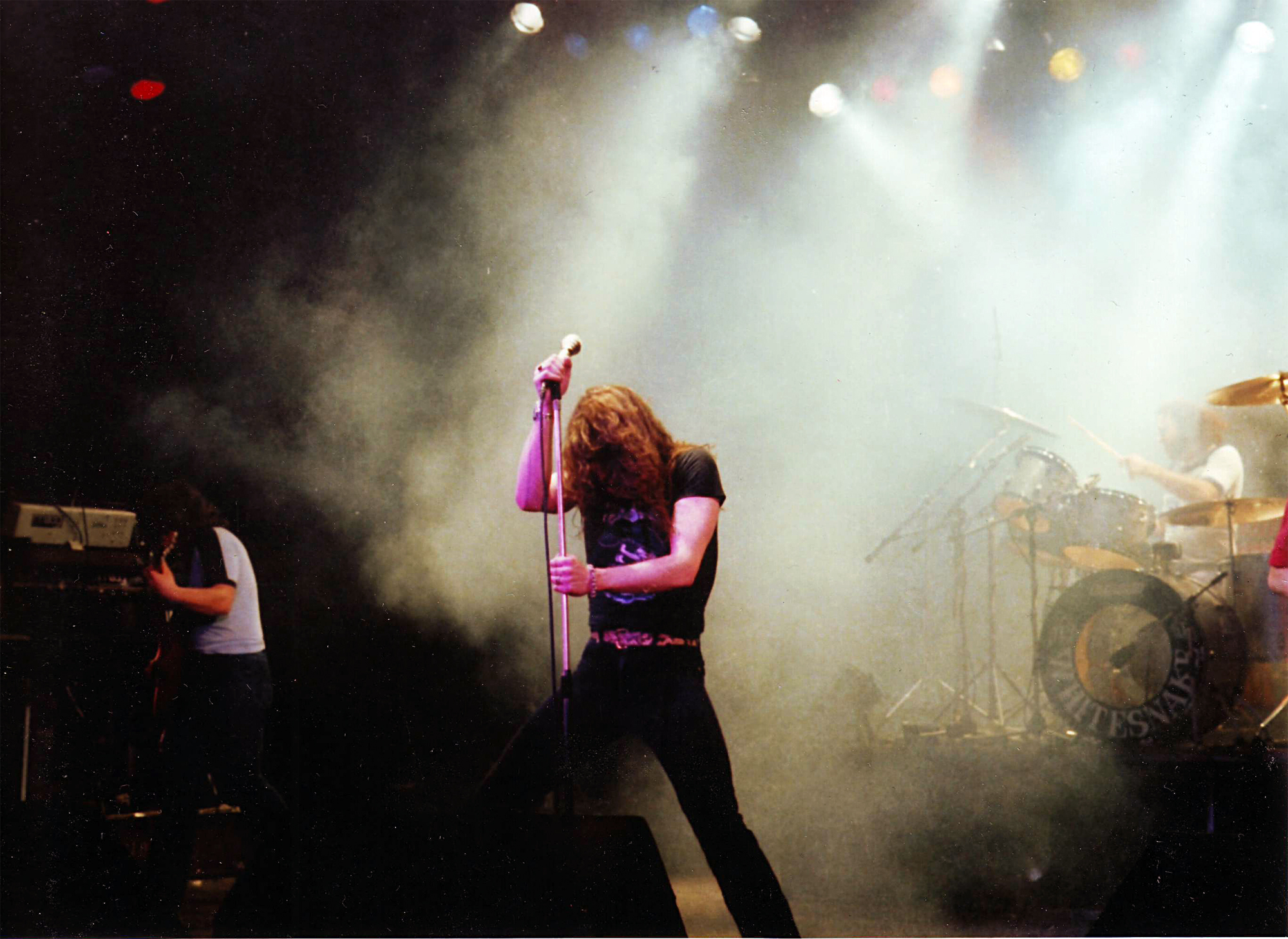
UK.ハマースミス公演 (1981年10月)

初期のメンバーは前出のミッキー・ムーディに、元ブライアン・オーガーズ・オブリヴィオン・エクスプレスのドラマーだったデイヴ・ドウル、キーボーディストに元ストリートウォーカーズのブライアン・ジョンストン、元ペイス・アシュトン・ロードのギタリストであったバーニー・マースデン、元コロシアムIIのニール・マーレイ。さらにジョンストンがピート・ソリーへと入れ代わりグループがスタートする。
1978年、グループのお披露目となるEPアルバム『スネイクバイト』から「David Coverdale's Whitesnake」名義のバンド活動がスタートし、同年初のフル・アルバム『トラブル』（このアルバムから「David Coverdale's」が取れ、シンプルに「Whitesnake」となる）からジョン・ロードが参加、後にはやはり元ディープ・パープルのドラマーであったイアン・ペイスも合流する。
元ディープ・パープルのメンバーが3人も集まっていたが、ホワイトスネイクの音楽性はデイヴィッド・カヴァデール自身が傾倒するブルースとハードロックを基本としていた。全英シングルチャートでトップ20に上ったシングル「フール・フォー・ユア・ラヴィング」（1980年）、「ドント・ブレイク・マイ・ハート・アゲイン」（1981年）などのスマッシュ・ヒット曲も出て、英国、欧州そして日本では根強い人気を誇り、1981年のホワイトスネイク初来日公演も成功を収めた。
しかし、全米では一部の熱狂的ファンしか受け入れられない状況だった。

### メンバーリセット～アメリカでの成功（1982年 - 1986年）
ホワイトスネイクはこの頃から全米での成功を悲願とするようになる。しかしデイヴィッド・カヴァデールの私生活を巡る問題、特に愛娘の病気に伴う看病のみならず、ハード・ドラッグの乱用（コカイン中毒）による家庭内のトラブルが裁判沙汰となって活動が頓挫。更にメンバーとマネージメント側との金銭的問題などが発生する。またプロデューサーであったマーティン・バーチとミッキー・ムーディは衝突を繰り返すようになり、ディープ・パープル時代からの恩人でもあるロード、ペイスも待遇に不満を感じ始めていた。
1982年、5thアルバム『セインツ・アンド・シナーズ』をリリース。このアルバムにはメンバーのクレジットはなく、アルバムリリース時には既にデイヴィッド・カヴァデールは他のメンバーを解雇していた。カヴァデールはこれを機会にメンバーをリセットし、新バンドとしてホワイトスネイク再構築を図ることとなった。解雇されたロードとムーディがバンドに復帰し、ベース・プレイヤーに元バックドアーのコリン・ホッジキンソン、元トラピーズのギタリストであったメル・ギャレィ、レインボーやマイケル・シェンカー・グループで活躍したコージー・パウエルが集められた。
1983年にアメリカのゲフィン・レコードとの契約を結び、翌1984年1月、新生ホワイトスネイクによる6thアルバム『スライド・イット・イン』を発表。このアルバムは、後にリリースされるアメリカ盤でギターがミッキー・ムーディから元シン・リジィのギタリストジョン・サイクスに、ベースもコリン・ホッジキンソンから復帰したニール・マーレイに差し替えられ、ミックスもラジオで聞きやすいものに変更されていた。このアルバムはグループ初のアメリカでのダブル・プラチナ・ディスクとなる。だが、このアルバムの成功によってツアーの厳しさは増し、ミッキー・ムーディがジョン・サイクスと入れ替わる形で去り、メル・ギャレイは左腕の神経麻痺という大怪我を理由にグループを抜け、コージー・パウエルも1985年のツアーの後にグループを去った。ジョン・ロードも1984年にディープ・パープル再結成のためにグループを去っている。

### 全盛期（1987年 - 1991年）

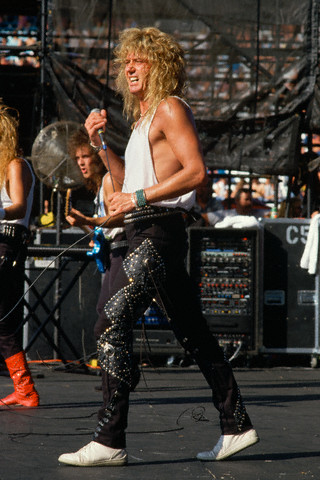
1987年のカヴァデール

1990年のグループショット、左からエイドリアン・ヴァンデンバーグ、トミー・アルドリッジ、スティーヴ・ヴァイ、ルディ・サーゾ、デイヴィッド

1987年、ジョン・サイクス （ギター）、ニール・マーレイ（ベース）、エインズレー・ダンバー（ドラム）、ドン・エイリー（キーボード）のメンバーによる、3年振りの7thアルバム『Whitesnake（WS1987、邦題：サーペンス・アルバス〈白蛇の紋章〉）』をリリース。このアルバムは全米で2位、800万枚以上を売り上げ、（2007年までにアメリカだけでも1000万枚を超える）大成功を収める。
本作のレコーディング前に、カヴァデールは喉のポリープの摘出手術をして、高音がよく響くようになり、本作のスタイルは前作よりさらに洗練され、より明快でドラマティックな起伏にとんだ構成になっている。また、サイクスという若い技巧派ギタリスト（再録の2曲を除く全曲で作曲にも参加）の加入もあって、以前のようなブルースロックを基軸としたスタイルから、モダンなハードロック・バンドへの変貌に成功した。アルバム自体は概ね好意的に受け止められたが、レッド・ツェッペリン、スコーピオンズといったアメリカで大成功を収めた欧州のバンドや、フォリナーのようなスタジアム・ロックの代表格と見なされていたバンドのサウンドとの類似から、オリジナリティの乏しさを指摘された他、米国での成功を意識するあまり、その音楽やプロモーションの姿勢が過度に「アメリカナイズ」されているとの批評もあった。しかしながら、このアルバムの質の高さは疑いようもなく、現在でもロック史上に残る作品として記憶されている。
この作品の発表時にはカヴァデール以外のメンバーはバンドを解雇されており、プロモーション・ヴィデオの撮影に集められた元ヴァンデンバーグのエイドリアン・ヴァンデンバーグ（ギター）、元ディオのヴィヴィアン・キャンベル（ギター）、元オジー・オズボーン・バンドのトミー・アルドリッジ（ドラム）、元クワイエット・ライオットのルディ・サーゾ（ベース）が新生ホワイトスネイクとなった。MTVでは彼らの曲が頻繁にオン・エアされ、カヴァデールの当時の恋人Tawny Kitaen（後に1989年に結婚／1991年に離婚）が出演するプロモーション・ヴィデオも注目を集めた。新メンバーによるワールド・ツアーも人気を博した。
ツアー後、カヴァデールの目指す音楽性と異なることが原因でキャンベルが脱退。次作に向けての曲作りはカヴァデールとヴァンデンバーグを中心に行われた。しかしレコーディングを前にヴァンデンバーグが腱鞘炎が原因と思われる右腕の麻痺のために演奏不能となり、急遽スティーヴ・ヴァイを起用してギターパートの録音を行った。この8thアルバム『スリップ・オブ・ザ・タング』は1989年に発売され、300万枚を売り上げた。アルバムに伴うワールド・ツアーを行い、1990年8月にはモンスターズ・オブ・ロックに出演して、その時の演奏は後にライブ・アルバムおよびDVD『ライヴ・アット・ドニントン 1990』として発表された。しかし、グループは1990年暮れに解散した。その後、カヴァデールはジミー・ペイジとのプロジェクト、カヴァデール・ペイジに取り組むことになる。

### 再結成 - 以降（1994年 - 現在）
カヴァデール・ペイジのプロジェクト消滅後の1994年、カヴァデールはホワイトスネイクを再結成する。『グレイテスト・ヒッツ』の発売に合わせ、ギターに元ラットのウォーレン・デ・マルティーニを迎えるなどした新メンバーで同年にヨーロッパ・ツアーを行い、その後に日本でも公演が行われた。
1997年、エイドリアン・ヴァンデンバーグとの共同制作によるカヴァデールのソロ色の強い9thアルバム『レストレス・ハート』や、7月そのプロモーション活動の一環で訪れた日本でのヴァンデンバーグとデイヴィッド・カヴァデールのデュオによるアンプラグド形式のショウを収めたスタジオ・ライブ・アルバム、『スターカーズ・イン・トーキョー〜アコースティック・ライヴ・イン・ジャパン』などをリリースした。1997年のツアー後、カヴァデールは再びバンドを解散し、2000年にはソロ名義でアルバム『INTO THE LIGHT』をリリースした。

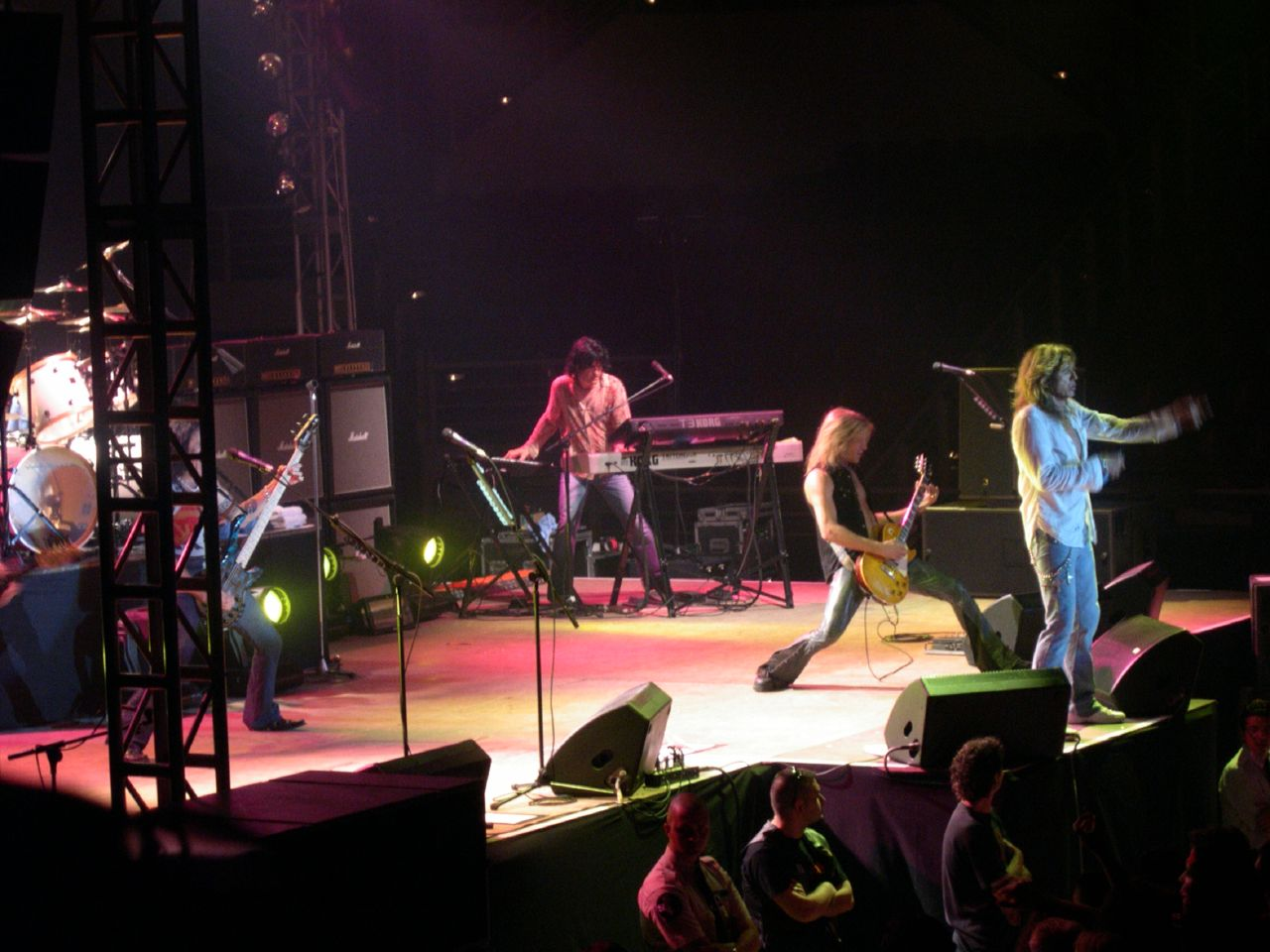
ギリシャ・カラマリア公演 (2003年)

2002年、デビュー25周年記念に向けて動き出し、翌2003年9月からレブ・ビーチを含む全くの新しいメンバー編成でツアーを開始した。以降はライブ活動を中心とするようになる。2006年5月には来日ツアーも行われ、新たなパートナーであるギタリスト、ダグ・アルドリッチとの共作による新曲も披露された。2008年4月には、待望の10thアルバム『グッド・トゥ・ビー・バッド』がリリースされ、10月来日公演を行った。
2011年、3年振りのオリジナル・アルバム『フォーエヴァーモア』が発売され、それに伴うワールド・ツアーを行った。日本公演に先立って「LOUD PARK 11」にリンプ・ビズキットとのダブルヘッドライナーとして出演した。
2013年2月、LOUD PARK出演時の映像を作品化した『メイド・イン・ジャパン』をDVD、Blu-ray Disc、ライブ・アルバムとしてリリース。5月にはイヤー・オブ・スネイクと題したワールド・ツアーの一環で来日公演を行った。
2014年5月、ダグ・アルドリッチが自身のツイッター、フェイスブック等で「今はもうホワイトスネイク/デイヴィッド・カヴァデール・バンドにはいない」と声明を出し、脱退を発表。8月にはナイト・レンジャーのジョエル・ホークストラがダグの後任として加入することが発表された。同時にジョエルはナイト・レンジャーを脱退している。
2015年4月、カヴァデール在籍時のディープ・パープルの楽曲をセルフカバーした『ザ・パープル・アルバム』を発表。リリース直前にはキーボディスト及びシンガーとしてミケーレ・ルッピの加入が発表された。
2016年、「LOUD PARK 16」出演にて来日。
2019年、8年ぶりのオリジナル・アルバム『フレッシュ & ブラッド』を発表。7月には、同年10月21日より行われる予定であった来日ツアー『The Flesh & Blood World Tour Japan 2019』をバンド側のスケジュールの都合により延期することを発表した。10月に入り、2020年3月から振替公演を行うと発表されたが、新型コロナウイルスの影響により、2020年3月に再び開催延期を発表。同年4月にツアーの開催中止が発表された。
2021年7月に翌年開催予定のワールド・ツアーを最後に、ホワイトスネイクとしての活動を停止することを発表。またそのツアーにマルチ・プレーヤーのディノ・ジェルーシックがメンバーに加わることも発表された。また同年11月には、マイケル・デヴィン（ベース）が脱退。後任にアイルランド出身のベーシスト、タニヤ・オキャラハンの加入を発表した。
2022年5月10日、「The Farewell Tour」をアイルランドから開始したが、5月14日のチェコ公演からレブ・ビーチが体調不良により不参加となる。6月23日に行われたフランスの音楽フェス『HELLFEST 2022』では、かつてメンバーであったスティーヴ・ヴァイがホワイトスネイクのステージに飛び入り参加し「Still Of The Night」を披露。その後、トミー・アルドリッジの体調不良により6月25日に出演予定であったスペインの音楽フェス『Rock Imperium』の出演をキャンセル。また、デイヴィッド・カヴァデールが副鼻腔の感染症と診断されたため、6月28日のイタリア・ミラノ公演、6月30日のオーストリア・ウィーン公演、7月2日のクロアチア・ザグレブ公演の中止を発表。7月1日には、メンバーの相次ぐ体調不良を受け、7月19日まで予定されていた残りのヨーロッパ公演も全て中止にすることを発表した。

## メンバー
※2021年11月時点

### 現ラインナップ
- デイヴィッド・カヴァデール（David Coverdale） – ボーカル (1978年– )（ディープ・パープル、カヴァデール・ペイジ）
- レブ・ビーチ（Reb Beach） – ギター (2002年– )（ウィンガー、ドッケン）
- ジョエル・ホークストラ（Joel Hoekstra） – ギター (2014年– )（ナイト・レンジャー）
- タニヤ・オキャラハン（Tanya O'Callaghan） – ベース (2021年- )
- トミー・アルドリッジ（Tommy Aldridge） – ドラムス (1987年–1990年、2003年–2007年、2013年– )（パット・トラヴァース・バンド〜オジー・オズボーン〜イングヴェイ・マルムスティーン他）
- ミケーレ・ルッピ（Michele Luppi） – キーボード (2015年– ) (シークレット・スフィア（英語版）、ヴィジョン・ディヴァイン)
- ディノ・ジェルーシック（Dino Jelusick） – キーボード (2021年 - )

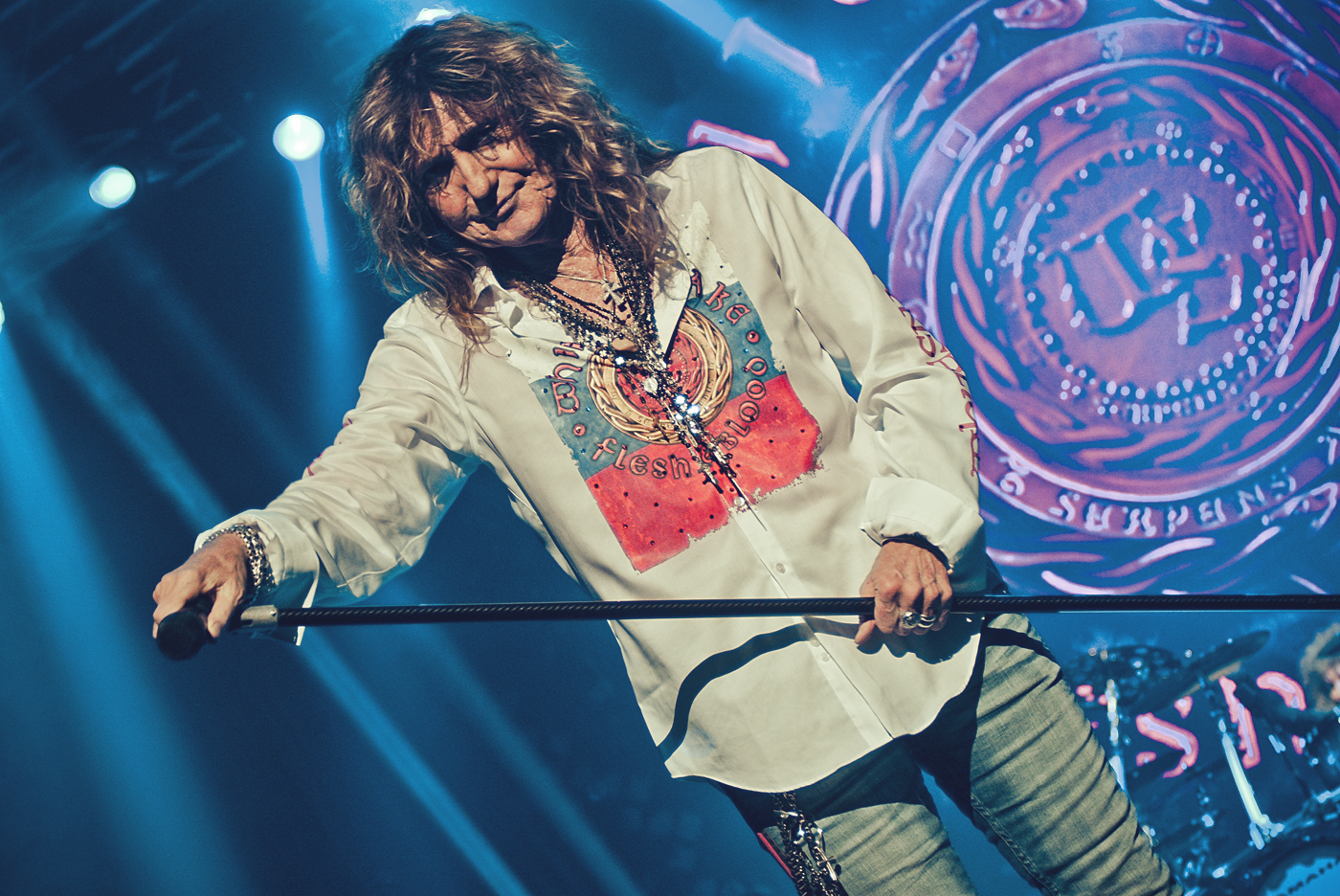
デイヴィッド・カヴァデール(Vo) 2019年
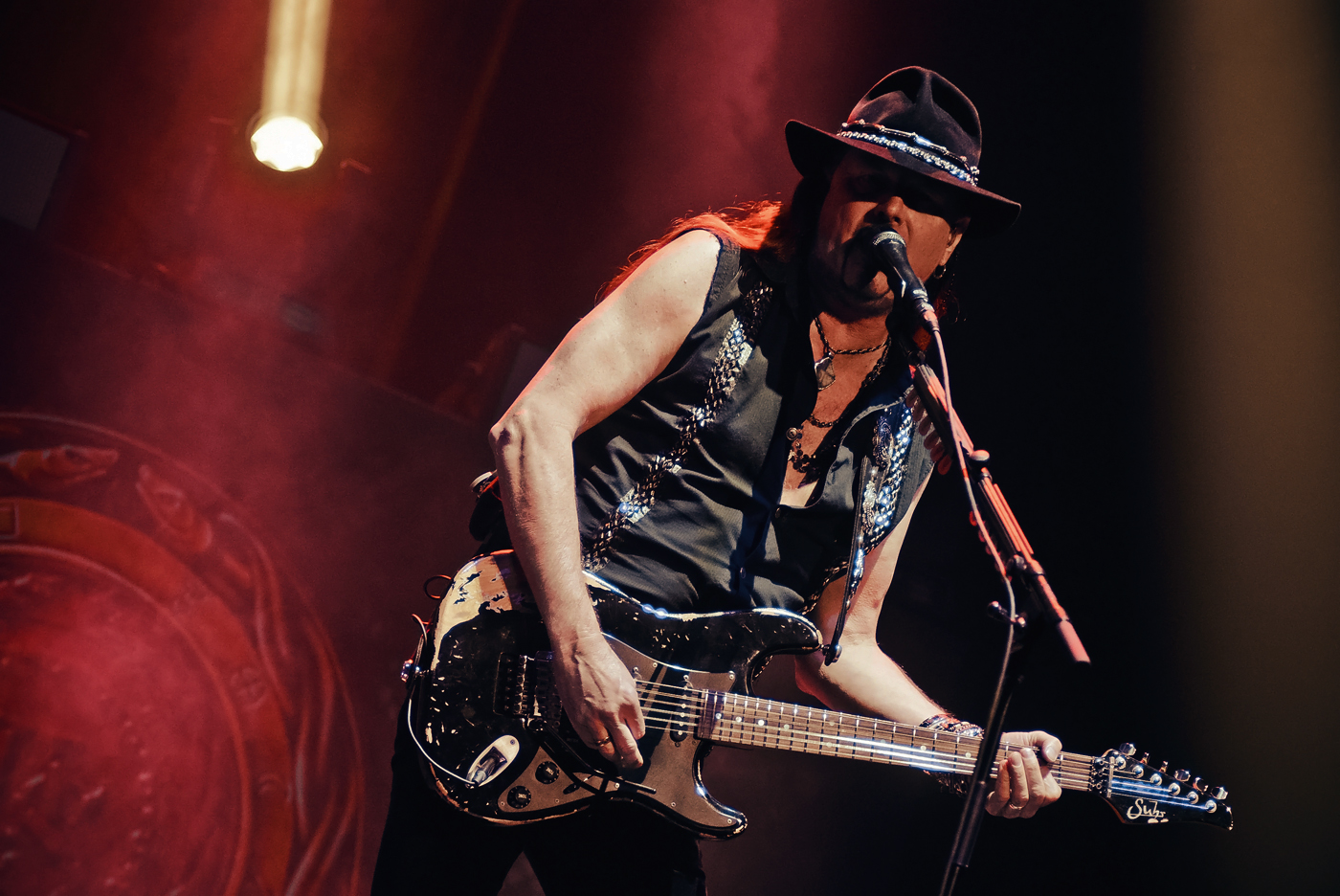
レブ・ビーチ(G) 2019年
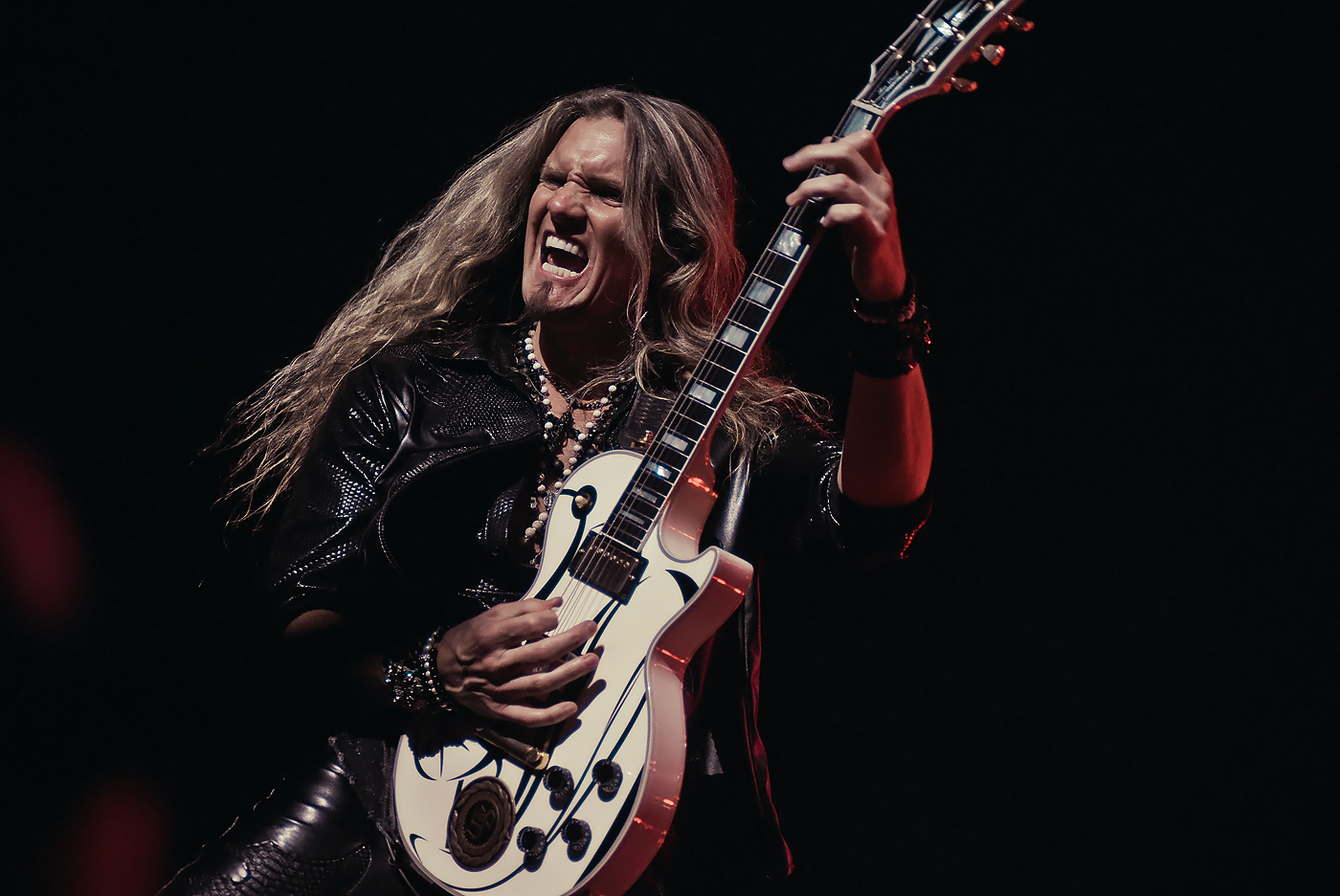
ジョエル・ホークストラ(G) 2019年
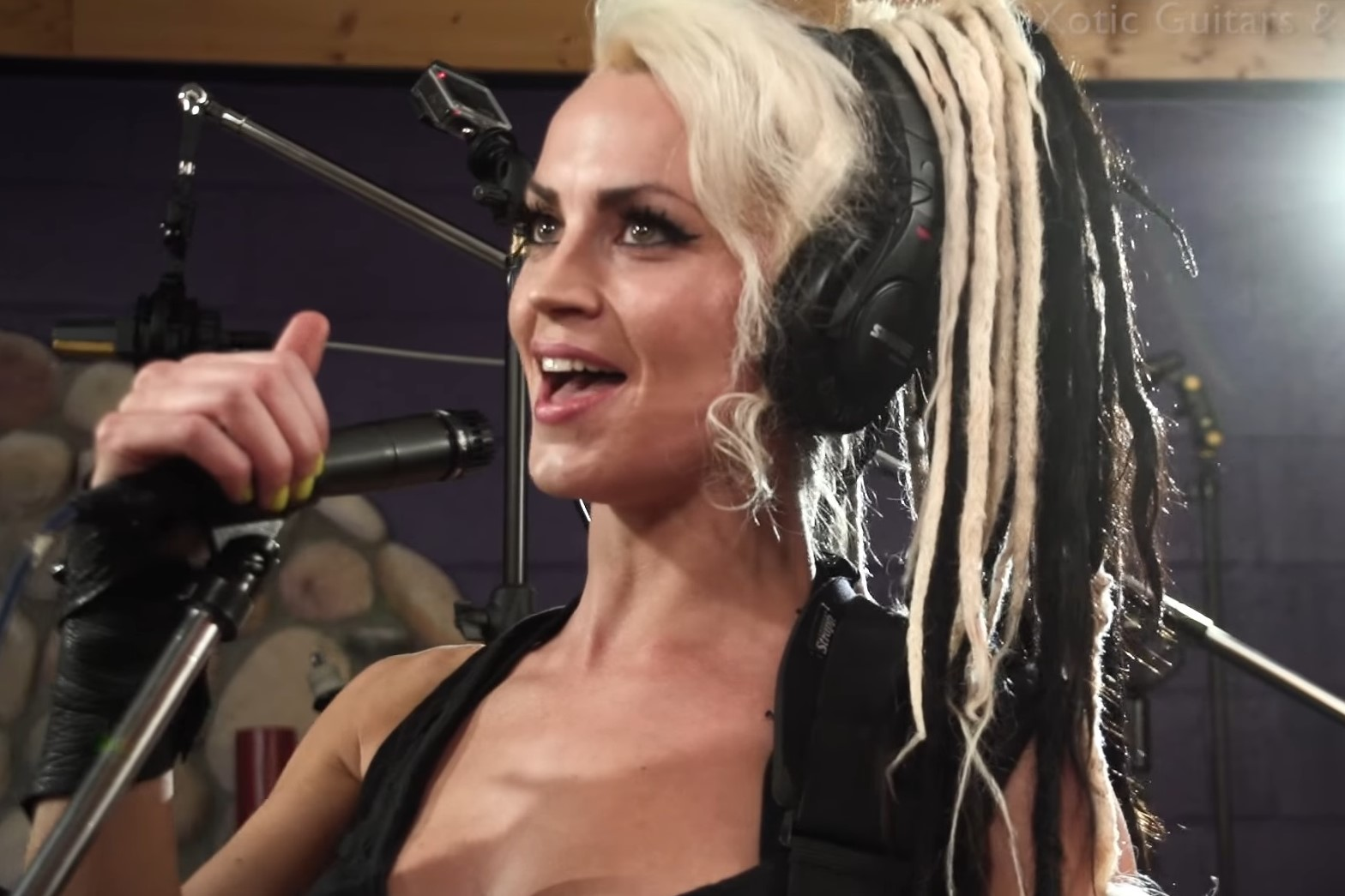
タニヤ・オキャラハン(B) 2017年
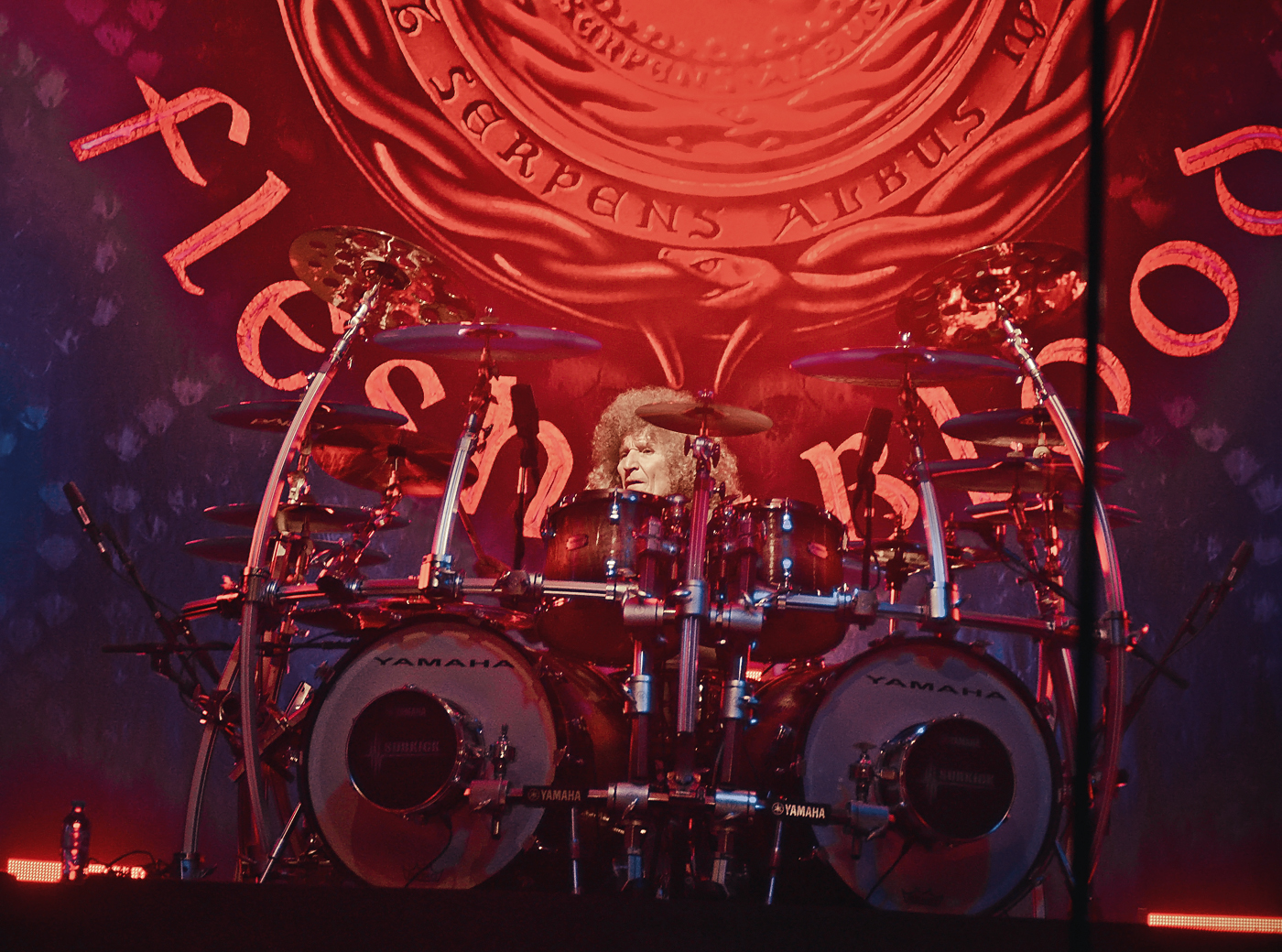
トミー・アルドリッジ(Ds) 2019年
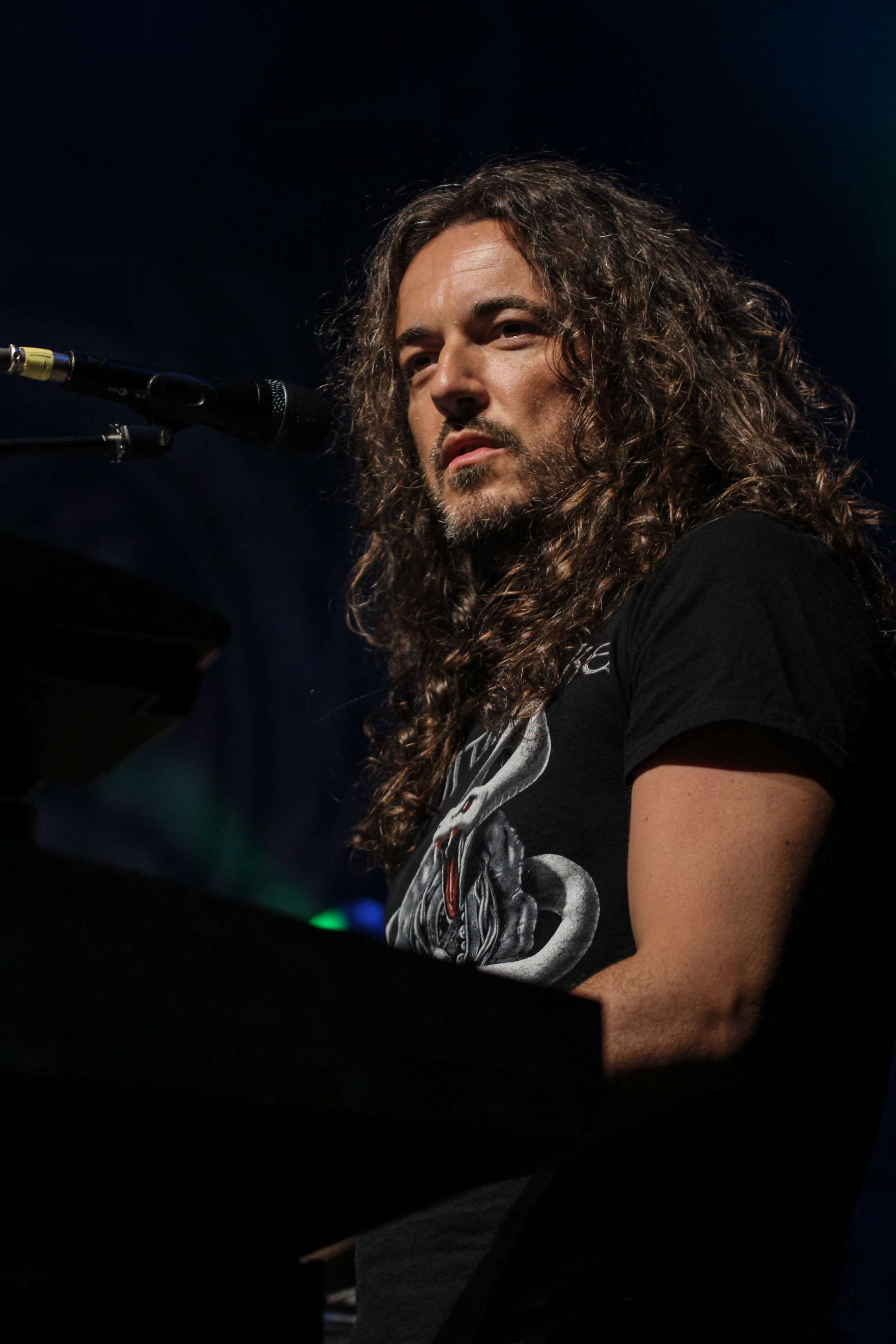
ミケーレ・ルッピ(Key) 2015年
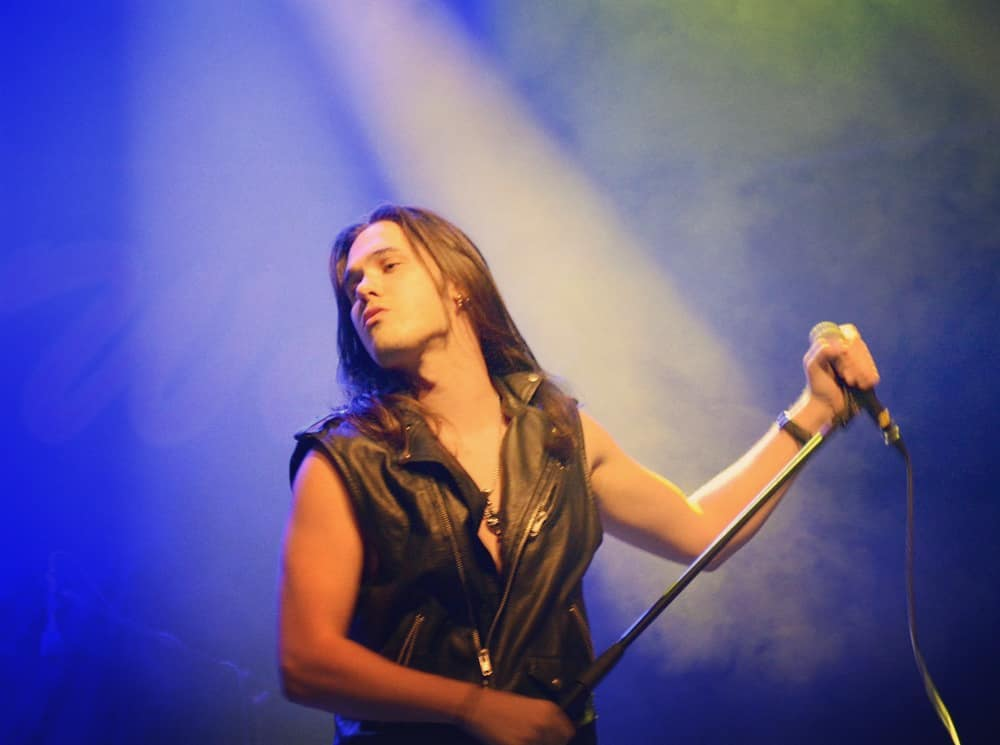
ディノ・ジェルーシック(Key) 2019年

### 旧メンバー
ギター
- ミッキー・ムーディ　Micky Moody (1978年–1983年)（ジューシー・ルーシー〜スナフ〜ザ・ヤング・アンド・ムーディ・バンド、カンパニー・オブ・スネイクス〜スネイクチャーマー）
- バーニー・マースデン　Bernie Marsden (1978年–1981年)（UFO〜コージー・パウエルズ・ハマー〜ペイス・アシュトン・ロード、カンパニー・オブ・スネイクス）
- メル・ギャレー　Mel Galley (1982年–1984年)（トラピーズ）
- ジョン・サイクス　John Sykes (1983年–1986年)（タイガース・オブ・パンタン〜シン・リジィ）
- エイドリアン・ヴァンデンバーグ　Adrian Vandenberg (1987年–1997年)（ヴァンデンバーグ）
- ヴィヴィアン・キャンベル　Vivian Campbell (1987年–1988年)（ディオ、デフ・レパード）
- スティーヴ・ヴァイ　Steve Vai (1989年–1990年)（フランク・ザッパ〜アルカトラス〜デイヴィッド・リー・ロス）
- ウォーレン・デ・マルティーニ　Warren de Martini (1994年)（ラット）
- スティーヴ・ファリス　Steve Farris (1997年)（Mr.ミスター）
- ダグ・アルドリッチ　Doug Aldrich (2003年–2014年)（ライオン～ハリケーン～Bad Moon Rising〜バーニング・レイン〜ディオ）

ベース
- ニール・マーレイ　Neil Murray (1978年–1982年、1983年–1986年)（ナショナル・ヘルス、VOW WOW〜ブラック・サバス、カンパニー・オブ・スネイクス～スネイクチャーマー）
- コリン・ホッジキンソン　Colin Hodgkinson (1982年–1983年)（Back Door〜アレクシス・コーナー）
- ルディ・サーゾ　Rudy Sarzo (1987年–1994年)（クワイエット・ライオット〜オジー・オズボーン〜イングヴェイ・マルムスティーン〜ディオ 他）
- マルコ・メンドーサ　Marco Mendoza (2003年–2005年)（ブルー・マーダー、シン・リジィ）
- ユライア・ダフィー　Uriah Duffy (2005年–2010年)
- マイケル・デヴィン　Michael Devin (2010年–2021年)（リンチ・モブ 他）

ドラムス
- デイヴ・ドウル　David Dowle (1978年–1979年)（ストリートウォーカーズ）
- イアン・ペイス　Ian Paice (1979年–1981年)（ディープ・パープル）
- コージー・パウエル　Cozy Powell (1982年–1985年)（レインボー〜マイケル・シェンカー・グループ〜ブラック・サバス〜イングヴェイ・マルムスティーン・バンド〜ブライアン・メイ・バンド 他）
- エインズレー・ダンバー　Aynsley Dunbar (1985年–1986年)（ジョン・メイオール&ザ・ブルースブレイカーズ〜ジャーニー　他）
- デニー・カーマッシ　Denny Carmassi (1994年–1997年)（モントローズ〜サミー・ヘイガー〜ガンマ〜ハート）
- クリス・フレイジャー　Chris Frazier (2007年–2010年)（フォリナー）
- ブライアン・ティッシー　Brian Tichy (2010年–2013年)（プライド&グローリー〜スティーヴィー・サラス〜ビリー・アイドル〜TMG 他）

キーボード
- ブライアン・ジョンストン　Brian Johnston (1978年)（ストリートウォーカーズ）
- ピート・ソリー　Pete Solley (1978年)（プロコル・ハルム〜スナフ）
- ジョン・ロード　Jon Lord (1978年–1984年)（ディープ・パープル）
- リチャード・ベイリー　Richard Bailey (1984年–1985年)（1984年から1985年のツアーにサポート参加。ステージの脇で演奏をしていた)
- ドン・エイリー　Don Airey (1989年) （レコーディングのみ参加。レインボー他、現在ディープ・パープル）
- ポール・ミルコヴィッチ　Paul Mirkovich (1994年)
- ブレット・タグル　Brett Tuggle (1995年–1997年)（ステッペンウルフ）
- デレク・ヒランド　Derek Hilland (1997年)（アイアン・バタフライ）
- ティモシー・ドラリー　Timothy Drury (2003年–2010年)

## ディスコグラフィ

### スタジオ・アルバム
- 『スネイクバイト』 - Snakebite （1978年、DAVID COVERDALE'S WHITESNAKE名義のミニアルバム）
- 『トラブル』 - Trouble （1978年）
- 『ラヴハンター』 - Lovehunter （1979年）
- 『フール・フォー・ユア・ラヴィング』 - Ready an' Willing （1980年）
- 『カム・アンド・ゲット・イット』 - Come an' Get It （1981年）
- 『セインツ・アンド・シナーズ』 - Saints & Sinners （1982年）
- 『スライド・イット・イン』 - Slide It In （1984年）
- 『スライド・イット・イン～アメリカン・リミックス・ヴァージョン』 - Slide It In(American Remix Version) （1984年）
- 『白蛇の紋章〜サーペンス・アルバス』 - Whitesnake （1987年）
- 『スリップ・オブ・ザ・タング』 - Slip of the Tongue （1989年）
- 『レストレス・ハート』 - Restless Heart （1997年）
- 『グッド・トゥ・ビー・バッド』 - Good to Be Bad （2008年）
- 『フォーエヴァーモア』 - Forevermore （2011年)
- 『ザ・パープル・アルバム』 - The Purple Album（2015年）
- 『フレッシュ・アンド・ブラッド』 - Flesh & Blood（2019年）

### ライブ・アルバム
- 『ライヴ・アット・ハマースミス』 - Live at Hammersmith （1980年）
- 『ライヴ…イン・ザ・ハート・オブ・ザ・シティ』 - Live...in the Heart of the City （1980年）
- 『スターカーズ・イン・トーキョー〜アコースティック・ライヴ・イン・ジャパン』 - Starkers in Tokyo （1998年）
- 『グレイテスト・ヒッツ・ライヴ+ 4 NEW SONGS』 - Live: In the Shadow of the Blues （2006年）
- 『ライヴ・アット・ドニントン 1990』 - Live at Donington 1990 （2011年）
- 『メイド・イン・ジャパン』 - Made in Japan （2013年）

### コンピレーション・アルバム
- 『グレイテスト・ヒッツ』 - Whitesnake's Greatest Hits （1994年）
- 『ザ・ロック・アルバム』 - The Rock Album（2020年）

再編集ベストアルバム三部作シリーズ『レッド・ホワイト・アンド・ブルース・トリロジー』の一作目。1984年から2011年まで（カヴァデールのソロ作を含む）の作品の中から「ロック曲」をセレクトしたベストアルバム。収録曲にはリマスター、リミックス、リアレンジの何れかが施され再編集されている。未発表の新曲「Always the Same」も収録。
- 『ラヴ・ソングス』- Love Songs（2020年）

再編集ベストアルバムシリーズ『レッド・ホワイト・アンド・ブルース・トリロジー』の二作目。1987年から2011年の間に発表された楽曲（ソロの楽曲も含む）から『ラヴ・ソング』をセレクトしたベストアルバム。前作同様、収録曲にはリミックスやリアレンジが施されている。また未発表曲「With All of My Heart」、「Yours For The Asking」、「Let’s Talk It Over」の3曲が収録されている。
- 『ザ・ブルース・アルバム』 - The Blues Album（2021年）

再編集ベストアルバム三部作シリーズ『レッド・ホワイト・アンド・ブルース・トリロジー』の三作目。ホワイトスネイクの楽曲の中から『ブルース・ロック』をセレクトしたベストアルバム。

## 来日公演

### 単独公演
- Japan Tour 1979（1979年）〈Micky Moody・Bernie Marsden〉
  - 9月04日 福岡 九電記念体育館
  - 9月06日・7日 東京 日本武道館
  - 9月09日 神戸 神戸国際会館
  - 9月11日 名古屋 名古屋市公会堂
    - この年の来日は中止となり、全公演キャンセル
- Love Hunter Tour（1980年）〈Micky Moody・Bernie Marsden〉
  - 4月11日 東京 東京郵便貯金ホール
  - 4月12日 名古屋 愛知県勤労会館
  - 4月14日・15日 東京 中野サンプラザ
  - 4月17日 金沢 石川厚生年金会館
  - 4月18日 大阪 大阪フェスティバルホール
  - 4月19日・21日 東京 渋谷公会堂
    - 11日は追加公演、21日は再追加公演
- Come An' Get It Tour（1981年）〈Micky Moody・Bernie Marsden〉
  - 6月22日・23日 東京 浅草国際劇場
  - 6月25日・26日 東京 中野サンプラザ
  - 6月27日 名古屋 名古屋市公会堂
  - 6月29日・30日 大阪 大阪フェスティバルホール
    - 25日・26日は追加公演
- Saints & Sinners Tour（1983年）〈Micky Moody・Mel Galley〉
  - 2月08日 札幌 北海道厚生年金会館
  - 2月10日 福島 福島県文化センター
  - 2月12日 宇都宮 宇都宮市文化会館
  - 2月14日・15日 大阪 大阪フェスティバルホール
  - 2月16日 京都 京都会館
  - 2月18日・20日 大阪 大阪厚生年金会館
  - 2月19日 福岡 福岡サンパレス
  - 2月21日 名古屋 愛知県体育館
  - 2月22日・23日 東京 日本武道館
- Slide It In Tour（1984年）〈John Sykes〉
  - 8月15日 仙台 宮城県民会館
  - 8月16日 札幌 北海道厚生年金会館
- Whitesnake Japan Tour '88（1988年）〈Adrian Vandenberg・Vivian Campbell〉
  - 6月11日・12日・13日・15日 東京 代々木競技場第一体育館
  - 6月16日 横浜 横浜文化体育館
  - 6月18日 名古屋 レインボーホール
  - 6月21日・22日 大阪 大阪城ホール
- Liquor & Poker World Tour（1990年）〈Adrian Vandenberg・Steve Vai〉
  - 9月19日 横浜 横浜アリーナ
  - 9月21日 名古屋 愛知県体育館
  - 9月22日 神戸 神戸ワールド記念ホール
  - 9月25日・26日 東京 日本武道館
- Greatest Hits Tour（1994年）〈Adrian Vandenberg・Warren de Martini〉
  - 10月04日 大阪 大阪城ホール
  - 10月06日 新潟 新潟テルサ
  - 10月08日 北九州 九州厚生年金会館
  - 10月09日 広島 広島厚生年金会館
  - 10月10日 名古屋 センチュリーホール
  - 10月12日 仙台 仙台サンプラザホール
  - 10月13日・14日 東京 代々木競技場第一体育館
- Sterkers in TOKYO（1997年）〈Adrian Vandenberg・Steve Farris〉
  - 7月5日 東京 東芝EMIスタジオ
- Restless Heart Tour（1997年）〈Adrian Vandenberg・Steve Farris〉
  - 9月12日・13日 大阪 大阪厚生年金会館
  - 9月14日 福岡 福岡サンパレス
  - 9月16日 東京 東京厚生年金会館
  - 9月18日 仙台 宮城県民会館
  - 9月19日 秋田 秋田県民会館
  - 9月21日 新潟 新潟テルサ
  - 9月22日 東京 日本武道館
  - 9月24日 東京 渋谷公会堂
  - 9月25日 名古屋 センチュリーホール
  - 9月27日 広島 広島厚生年金会館
- 25th Anniversary Tour（2003年）〈Reb Beach・Doug Aldrich〉
  - 9月18日 岡谷 カノラホール
  - 9月19日 名古屋 愛知県芸術劇場
  - 9月21日 東京 東京国際フォーラム ホールA
  - 9月23日 札幌 Zepp札幌
  - 9月24日 仙台 Zepp仙台
  - 9月25日 東京 Zepp東京
  - 9月27日 大阪 Zepp大阪
  - 9月28日 福岡 Zepp福岡
- Live...In the Still of the Night Tour（2006年）〈Reb Beach・Doug Aldrich〉
  - 5月09日 福岡 Zepp福岡
  - 5月10日 広島 広島郵便貯金ホール
  - 5月12日 名古屋 名古屋市民会館
  - 5月14日 横浜 パシフィコ横浜国立大ホール
  - 5月15日 浜松 アクトシティ浜松
  - 5月16日 大阪 グランキューブ大阪メインホール
  - 5月18日 新潟 新潟テルサ
  - 5月19日 仙台 Zepps仙台
  - 5月21日 東京 東京国際フォーラム ホールA
- Def Leppard / Whitesnake Joint Tour（2008年）〈Reb Beach・Doug Aldrich〉
  - 10月23日・24日 東京 日本武道館
  - 10月27日 大阪 大阪城ホール
  - 10月28日 名古屋 日本ガイシホール
- Forevermore Japan Tour 2011（2011年）〈Reb Beach・Doug Aldrich〉
  - 10月17日 尼崎 アルカイックホール
  - 10月18日 岡山 岡山市民会館
  - 10月20日 宮崎 メディキット県民文化センター
  - 10月22日 刈谷 刈谷市総合文化センター
  - 10月24日 東京 赤坂BLITZ（追加公演）
- Year of the Snake Tour（2013年）〈Reb Beach・Doug Aldrich〉
  - 5月01日 高松 サンポートホール高松大ホール
  - 5月02日 鹿児島 鹿児島市民文化ホール
  - 5月04日 名古屋 名古屋市公会堂
  - 5月06日 東京 SHIBUYA-AX（追加公演）
  - 5月07日・9日 東京 中野サンプラザ
  - 5月10日 大阪 オリックス劇場
- The Purple Tour（2015年）〈Reb Beach・Joel Hoekstra〉
  - 10月20日 大阪  グランキューブ大阪 メインホール[26]
  - 10月22日 名古屋 名古屋市公会堂
  - 10月25日 札幌 ZEPP札幌
  - 10月27日 広島 上野学園ホール
  - 10月30日 横浜 パシフィコ横浜 国立大ホール
  - 11月02日 東京 東京国際フォーラム ホールA[27]
- The Greatest Hits Tour (2016年) 〈Reb Beach・Joel Hoekstra〉
  - 10月10日 静岡 静岡市民文化会館 大ホール
  - 10月13日 大阪 グランキューブ大阪  メインホール

### フェス
- SUPER ROCK '84 IN JAPAN（1984年）〈John Sykes〉
  - 8月04日 名古屋 ナゴヤ球場
  - 8月06日 福岡 福岡スポーツセンター
  - 8月08日・9日 大阪 大阪南港フェリーターミナル前広場
  - 8月11日・12日 所沢 西武ライオンズ球場
- LOUD PARK 11（2011年）〈Reb Beach・Doug Aldrich〉
  - 10月15日 埼玉 さいたまスーパーアリーナ
- LOUD PARK 16（2016年）〈Reb Beach・Joel Hoekstra〉
  - 10月09日 埼玉 さいたまスーパーアリーナ